# Ivar Sånna
Ivar Sånna, född 13 april 2010 i Tranås i Jönköpings län, är en svensk varmblodig travhäst. Under början av karriären tränades han av Jan Hellstedt (2012–2016) vid Vaggerydstravet. Sedan 2016 tränas han av Frode Hamre i Norge.
Ivar Sånna har till april 2017 sprungit in 4,1 miljoner kronor på 58 starter varav 17 segrar. Bland hans främsta meriter räknas segern i Svenskt Mästerskap (2016), andraplatserna i Premio Going Kronos (2013), Svenskt Travderby (2014) och en tredjeplats i Jubileumspokalen (2015). Han kom även på fjärdeplats i Konung Gustaf V:s Pokal 2014.